# Ulica Bohaterów Monte Cassino w Katowicach
Ulica Bohaterów Monte Cassino w Katowicach – jedna z ważniejszych arterii komunikacyjnych Katowic, łącząca dwie jednostki pomocnicze: Bogucice i Zawodzie.

## Przebieg
Ulica rozpoczyna swój bieg od skrzyżowania z ul. 1 Maja, prowadzi nad Rawą i ul. Bagienną (DK79); krzyżuje się z ul. Burowiecką oraz z ul. Wrocławską (za wiaduktem nad al. Walentego Roździeńskiego – S86). Kończy swój bieg krzyżując się z ul. Leopolda w Bogucicach (rejon os. im. Jerzego Kukuczki).

## Opis
Ulica w latach 1871–1922 nosiła nazwę Kronprinzenstraße, w dwudziestoleciu międzywojennym ul. gen. Józefa Hallera, w czasach Polski Ludowej ul. Emila Dawida. Patronem drogi w czasach PRL-u był Emil Dawid – dwudziestoletni bezrobotny z Zawodzia, który w czasie wielkiej demonstracji robotników w czerwcu 1931 zginął od kuli policji.
Przy ulicy Bohaterów Monte Cassino znajdują się przedsiębiorstwa handlowo–usługowe, Administracja Osiedla „Zawodzie”, centra medyczno–kosmetyczne i stomatologiczne, biura i siedziby firm.
W 1975 roku rozpoczęto przebudowę węzła w rejonie ulic Murckowskiej, Bagiennej i Walentego Roździeńskiego. W 1978 roku wyburzono kamienice czynszowe, zlokalizowane wzdłuż ulicy Bohaterów Monte Cassino. Na ich miejscu powstały bloki mieszkalne; projektantem osiedla był Andrzej Trybuś.
W latach 2002–2003 wybudowano nową część ulicy (odcinek ul. Wrocławska – ul. Leopolda, dawniej w tym miejscu prowadziła linia kolejki wąskotorowej), która w założeniach władz miasta ma poprawiać dojazd do Siemianowic Śląskich i odkorkować al. Wojciecha Korfantego w śródmieściu. Budowa spotkała się z protestami mieszkańców (głównie osiedla im. J. Kukuczki). Pomiędzy ul. Bohaterów Monte Cassino a ul. Bagienną wybudowano osiedle „Bulwary Rawy”. Ulica jest drogą klasy Z.
Planowane jest, by fragment terenu między ul. Bohaterów Monte Cassino i ul. Wiertniczą został przeznaczony pod zabudowę mieszkaniową o wysokiej intensywności. Zbiornik wodny, który znajduje się w środku tego terenu zostałby zachowany, a na jego obrzeżach powstaną tereny rekreacyjne.
Ulicą Bohaterów Monte Cassino kursują linie autobusowe Zarządu Transportu Metropolitalnego (ZTM).
W latach 2024–2025 całkowicie przebudowano wiadukt w ciągu tej ulicy nad aleją W. Roździeńskiego.

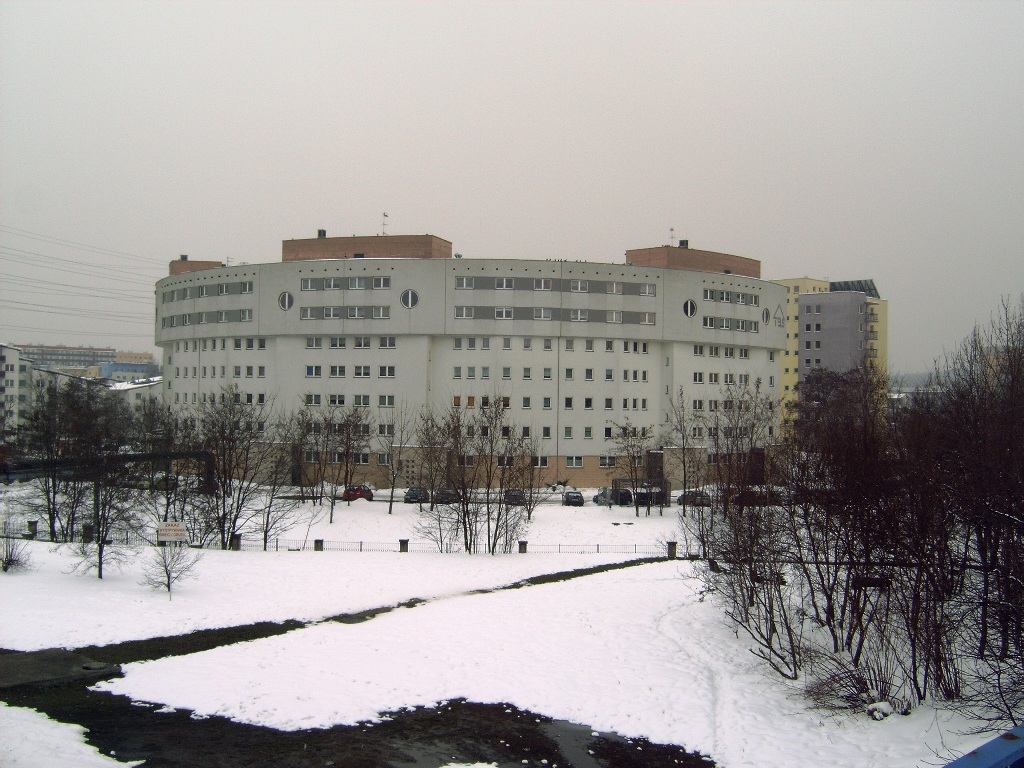
Budynek przy ul. Saint Etienne, widoczny z ul. Boh. Monte Cassino
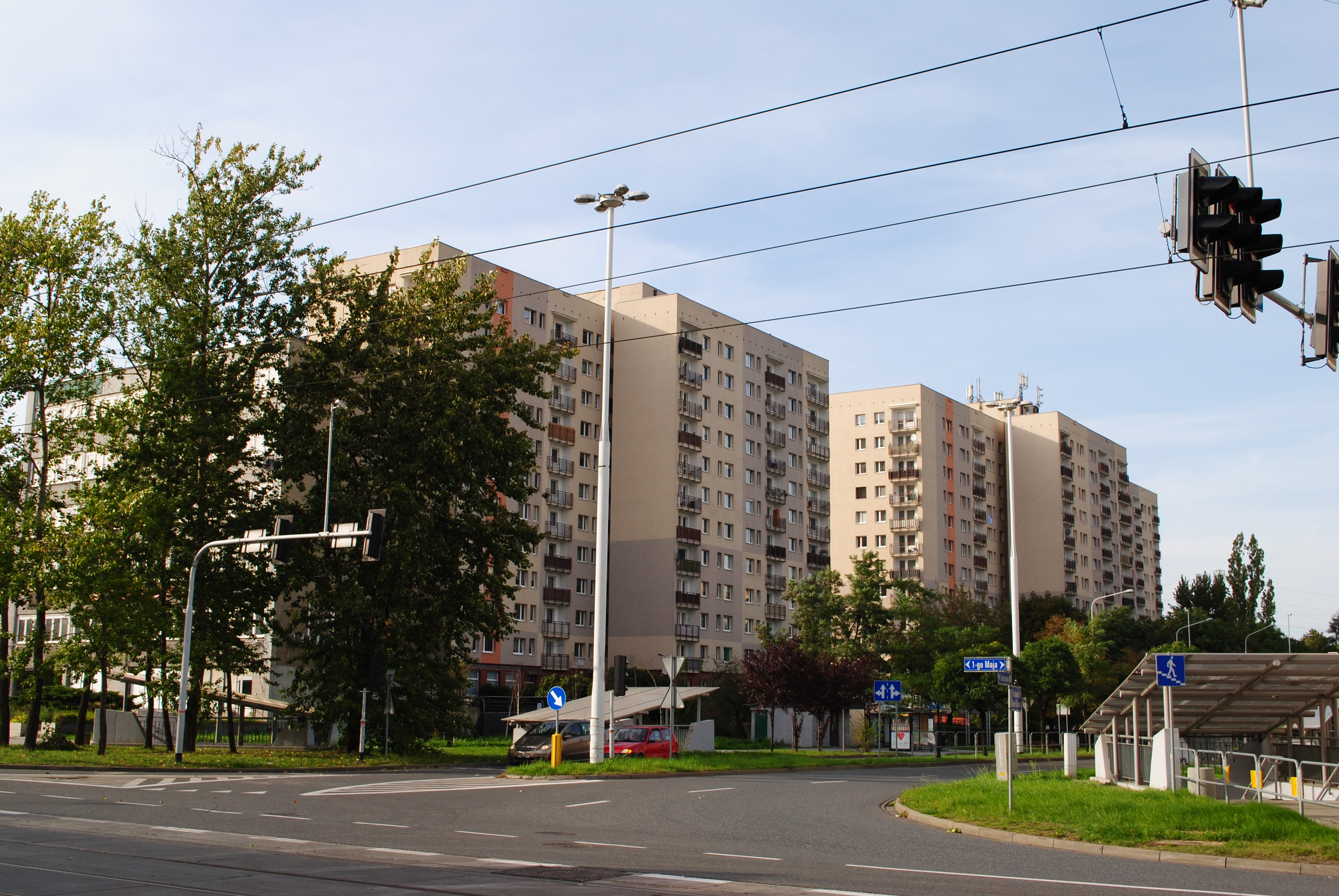
Budynek przy ul. Boh. Monte Cassino
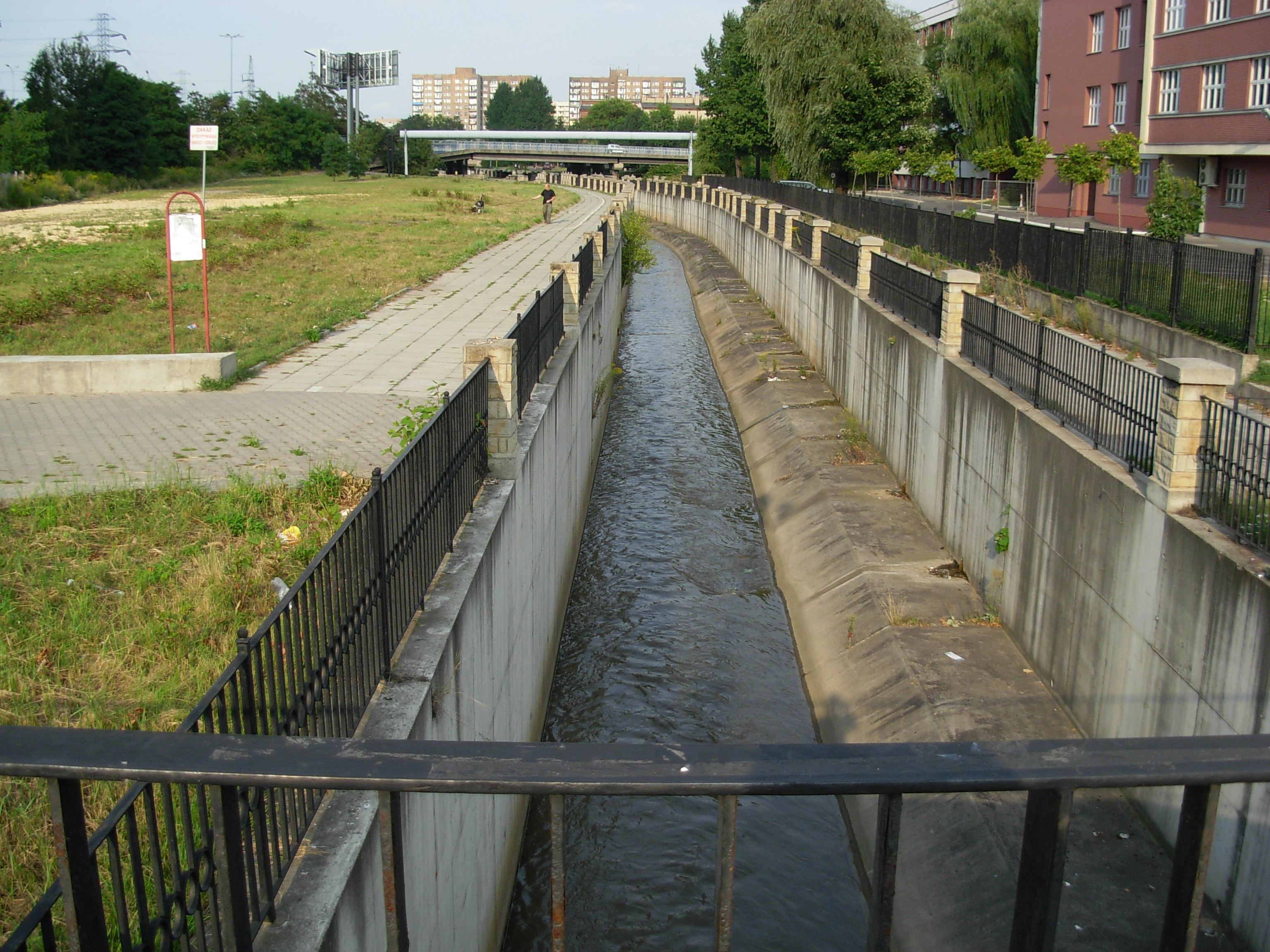
Rawa – w tle most z ul. Boh. Monte Cassino
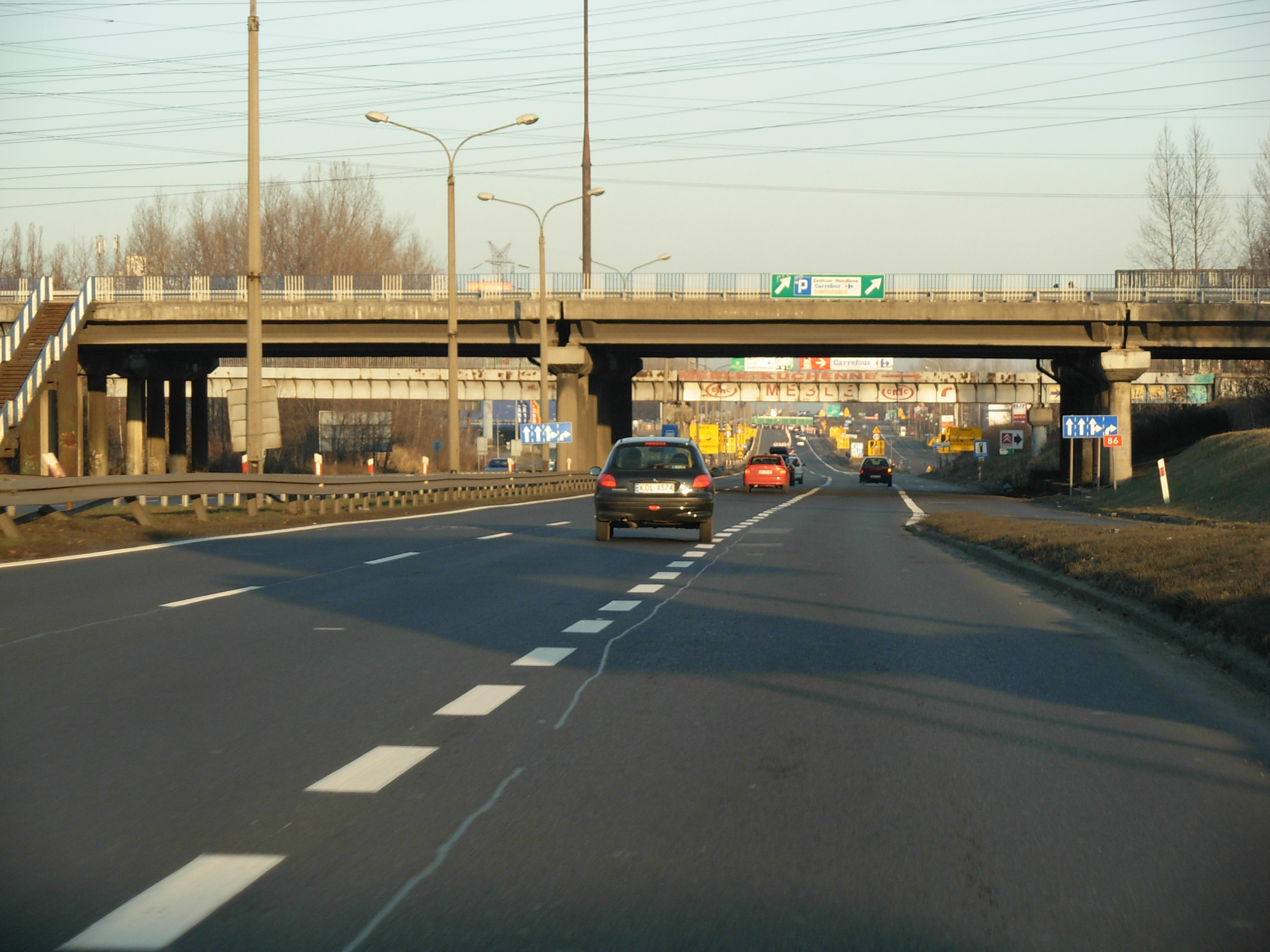
Al. W. Roździeńskiego – nad nią wiadukt z ul. Boh. Monte Cassino